# Tiukànovo 2-e
Tiukànovo 2-e (en rus: Тюканово 2-е) és un poble de Baixkíria, a Rússia, que en el cens del 2010 tenia 439 habitants. Pertany al districte de Iermolàievo.